# Meuble de marine

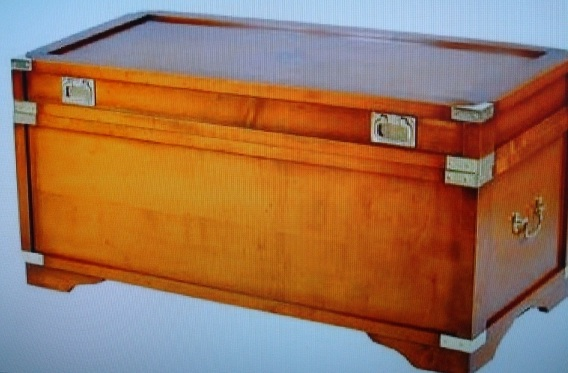
Malle de marine

Un meuble marine ou meuble de marine est un meuble dont la facture est inspirée des meubles et accessoires destinés à être embarqués sur les navires et qui a été fabriqué à partir des mêmes matériaux et de la même façon. Contrairement à ce que le mot « marine » indique, les meubles sont plus souvent destinés à rester à terre et ceux qui sont embarqués possèdent sur la face arrière un système de fixation au navire, sauf pour les petits meubles comme les malles) ou les caisses destinées au transport maritime des plantes.
Le meuble marine est d’une grande esthétique de par ses formes simples et la couleur des bois cirés. 

## Caractéristiques

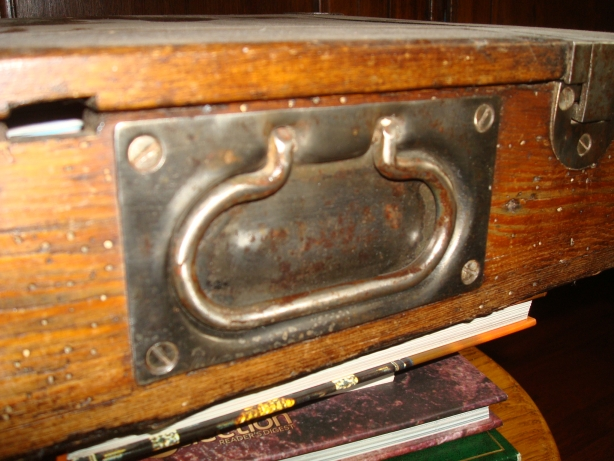
Poignée encastrée
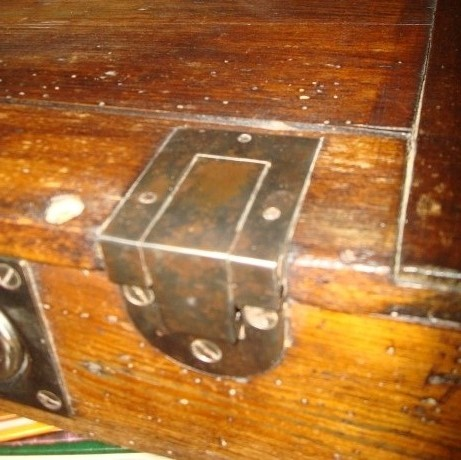
Serrure encastrée
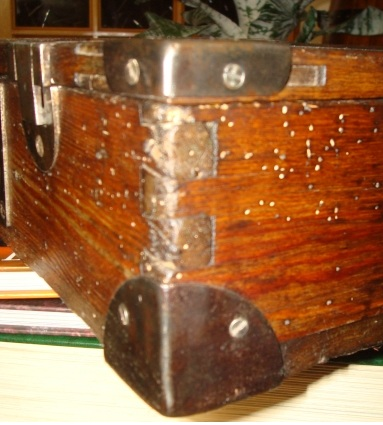
Renforts d’angle
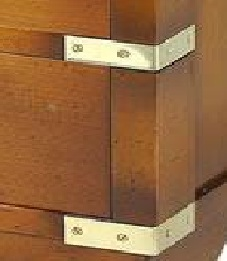
Équerre de renfort

Embarqués ou pas, ces meubles sont bien souvent exécutés par les mêmes artisans et les mêmes exigences : être robuste, fonctionnel et esthétique.
- Le bois : l’artisan choisit un bois robuste, résistant aussi bien aux multiples manipulations qu’aux intempéries maritimes. À partir du XVIIe siècle, les bois exotiques ramenés des colonies s’avèrent, comme pour le meuble de port, être la matière idéale ; robuste, imputrescible, esthétique, d’entretien facile.
- Les accessoires : les ferrures, de bronze, cuivre ou d’acier, sont les seuls ornements :
  - serrures encastrées,
  - poignées encastrées dans le bois sans aucun débord,
  - coins pour la protection des angles,
  - équerres pour le renfort des faces à 90°.

## Types de meubles
- la  malle (bagage)  : certainement un des plus anciens meubles marines, c’est le pendant de la « cantine » du militaire qui contient toutes les affaires personnelles. Elle comporte deux compartiments (ou caissons) superposables et parfois des petits tiroirs internes. Destinée à être transbahutée, la malle comporte beaucoup de renforts dans les angles, sur le dessous, des cerclages aux endroits subissant le plus de tension, etc.,
- le lit marin : une des plus belles pièces d’ameublement. Pour une personne à l’origine, il se décline dans toutes les dimensions aujourd’hui. C’est un meuble composé de la partie « lit » avec panneaux avant, arrière et latéraux pour empêcher les chutes pendant les tempêtes. Le tout faisant un ensemble avec la partie inférieure composée de deux ou quatre « tiroirs »,
- la commode-secrétaire : du type secrétaire à abattant avec des tiroirs à la place des étagères,
- le semainier : secrétaire haut et étroit à 7 tiroirs et tablette escamotable pour l’écriture,
- l’armoire : pas très haute (stabilité) avec de 4 à 7 rangées de tiroirs,
- le bureau : c’est une table bureau avec un ou deux compartiments de tiroirs,
- le cartonnier : ou commode à cartes, comporte une dizaine de tiroirs, meuble pas très haut (90 cm), large de 1,25 m et profond de 92 cm,

Tous autres types de meubles peuvent se décliner avec le style marine sans avoir aucun rapport avec la navigation.

## Sources et références
1. ↑  Revue d’histoire de la pharmacie, 2004, pages : 405-418-transport maritime des plantes au XVIIIe siècle, de Yannik Romieux

- Galerie des antiquaires du Louvre (Paris).
- Entrepôt de Brest, antiquités brocante,
- Salle des ventes Drouot-Richelieu, Paris,